# Eteone cylindrica
Eteone cylindrica är en ringmaskart som beskrevs av Örsted 1842. Eteone cylindrica ingår i släktet Eteone och familjen Phyllodocidae. Inga underarter finns listade i Catalogue of Life.